# I1 (spoorwegrijtuig)
De I1-rijtuigen van de NMBS waren rijtuigen voor het internationaal treinverkeer. 
De rijtuigen stammen uit 1931 en hebben tot eind jaren 80 in de internationale dienst gereden. Naar Nederland reden deze rijtuigen onder andere in de internationale D-trein tussen Parijs en Amsterdam en zijn de rijtuigen onderdeel geweest van de versterkingsstammen op de lijn Amsterdam-Brussel in de vroege jaren 70. 
Vanaf 1988 werden de rijtuigen buiten dienst gesteld.

## Bijzondere rijtuigen
Het I1-rijtuig met als nummer 10089 werd in 1974 verbouwd tot het eerste bar-dancingrijtuig van de NMBS met nummer 17901. Het kreeg eerder nog de vernummeringen 18032, 13032 en B8 12248. Na een brand in 1979 werd het rijtuig opnieuw ingericht en kreeg het naast het nummer 17901 ook de code 'SR1' mee.  
Negen rijtuigen werden eind jaren 70, begin jaren 80 omgebouwd tot 'Hersporingstrein' of 'Hulptrein M'. Dit betrof de rijtuigen met de nummers 12004, 12005, 12008 - 12010, 12013, 12022, 12023 en 12040. Een van deze rijtuigen was in 2011 nog te vinden in Antwerpen.
Bewaarde rijtuigen voor zover bekend in 2018:
- I1B 00205 (ex ..... ); I1B 00214 (ex .....); I1B 00215 (ex .....); I1B 00216 (ex .....); I1B 00217 (ex .....); I1B 00218 (ex .....) van Infrabel ingericht als Leefruimte Spoor Vernieuwings Centrum.
- I1  12.005 ex-Hersporingsrijtuig 52 Schaarbeek van het TSP: wordt gerestaureerd.
- I1B  12.024 van de NMBS: onbekend.